# Virus T-lymphotropic gây bệnh ở người
Virus T-lymphotropic gây bệnh ở người (HTLV) gia đình của virus là một nhóm các nhân retrovirus được biết là gây ra một loại ung thư gọi là bệnh u bạch cầu lympho T. HTLV thuộc về một nhóm lớn thuộc họ Virus T-lymphotropic (PTLV). Các virus của họ này lây nhiễm cho người tên là  HTLV, và những virus lây nhiễm cho họ khỉ Cựu Thế giới tên là Simian T-lymphotropic virut (STLV). Cho đến nay, đã xác định bốn loại HTLV:
- Virus T-lymphotropic gây bệnh ở người 1
- Virus T-lymphotropic gây bệnh ở người 2
- Virus T-lymphotropic gây bệnh ở người 3
- Virus T-lymphotropic gây bệnh ở người 4
và bốn loại STLV:
- Simian T-lymphotropic virus 1
- Simian T-lymphotropic virus 2
- Simian T-lymphotropic virus 3
- Simian T-lymphotropic virus 5.
Các loại virus HTLV như HTLV-1 và HTLV-2 là những retrovirus đầu tiên được phát hiện. Cả hai loại virus đều thuộc phân họ oncovirus của retrovirus, có khả năng biến đổi tế bào lympho của người để tự duy trì trong môi trường ống nghiệm. HTLV được cho là bắt nguồn từ việc truyền STLV từ khỉ sang người. Bộ gen HTLV-1 lưỡng bội, bao gồm hai bản sao của virus RNA sợi đơn có bộ gen được sao chép thành dạng DNA chuỗi kép tích hợp vào bộ gen của tế bào chủ, nên HTVL-1 được gọi là provirus. Một loại virus liên quan chặt chẽ là virus bạch cầu bò (BLV). Tên ban đầu của HIV, vi rút gây ra bệnh AIDS, là HTLV-3. Tuy nhiên, khi thực hiện các thí nghiệm chứng minh tính chất của virus hiện được gọi là HTLV-3 thì HTLV-3 không phải là virus HIV.

## Lây lan
HTLV-1 và HTLV-2 lây truyền qua đường tình dục, đường máu (truyền máu hoặc dùng chung kim tiêm)  và cho con bú.

## Dịch tễ học
15-20 triệu người trên toàn thế giới nhiễm HTLV-1 và HTLV-2. 
Không có số liệu cụ thể nào của HTLV-3 và HTLV-4.